# Paterriti
Paterriti (o Patarriti) è una piccola frazione del comune di Motta San Giovanni di 450 abitanti circa situato a 410 m s.l.m. nella zona collinare sovrastante Pellaro (nella parte meridionale della città di Reggio Calabria), che si affaccia a nord-ovest sulla città e sullo Stretto di Messina.
È stata una frazione appartenente fino al 1927 al comune di Pellaro. Oggi, invece, appartiene sia al comune di Reggio Calabria (da cui dista circa 15 km), sia a quello di Motta San Giovanni (da cui dista 5 km), i cui confini sono delimitati dalla strada principale che percorre il centro del paese. Questo rende (ancora oggi) il paese di Paterriti oggetto di discussione per la sua appartenenza ad uno o ad un altro dei due comuni, il che lo rende peculiare per la sua posizione strategica. È raggiungibile da più percorsi stradali, ma quello preferenziale proviene dalla frazione di Croce Valanidi (Crùci) che prevede l'attraversamento del "Torrente Valanidi". Altro percorso è quello che porta al centro di Pellaro, passando per le frazioni di Curduma, Macellari e San Giovanni.

## Geografia fisica
La zona di Paterriti è prevalentemente collinare e i suoi limiti sono segnati dalle “fiumare” del Valanidi e di San Giovanni. Al centro del paese scorre un altro torrente: quello del "Macellari". Nel tragitto dalla fiumara del Valanidi fino a Paterriti si attraversano più contrade, in ordine: Cavallaro, Amendoléa, Petrara, Padella, Badìa, Paterriti, Bertolazzo, Zangàri, Puzzi e Catania. Proseguendo su questo tragitto si può raggiungere il centro del comune di Motta San Giovanni.

## Origini del nome
Si pensa che il nome "Paterriti" derivi dalla sua forma caratteristica, cioè quella di una coppa incavata e quindi di una tazza o Patera come veniva definita in latino; si pensa inoltre che abbia origine da Paterniti ovvero “quelli di Paternò”. Un'altra possibile derivazione del nome è da ricondursi all'Abbazia di Santa Maria del Patire, anche conosciuta con il nome di "Santa Maria del Patìr", o semplicemente "Patire" (dal greco Patèr = padre), attribuzione data come segno di devozione al padre fondatore Bartolomeo di Simeri nel 1095.

## Monumenti e luoghi d'interesse

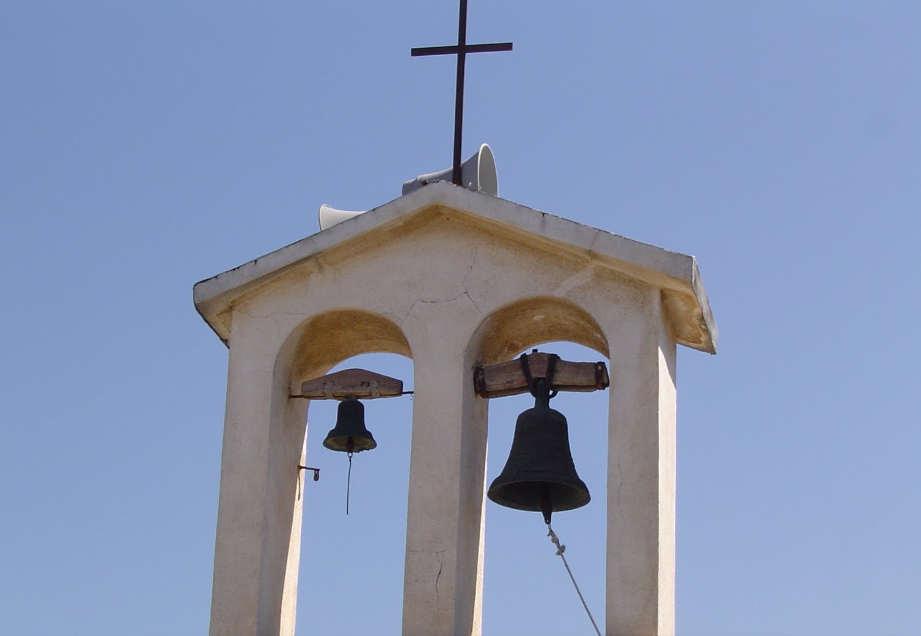
Veduta anteriore del campanile della Chiesa di San Pietro.

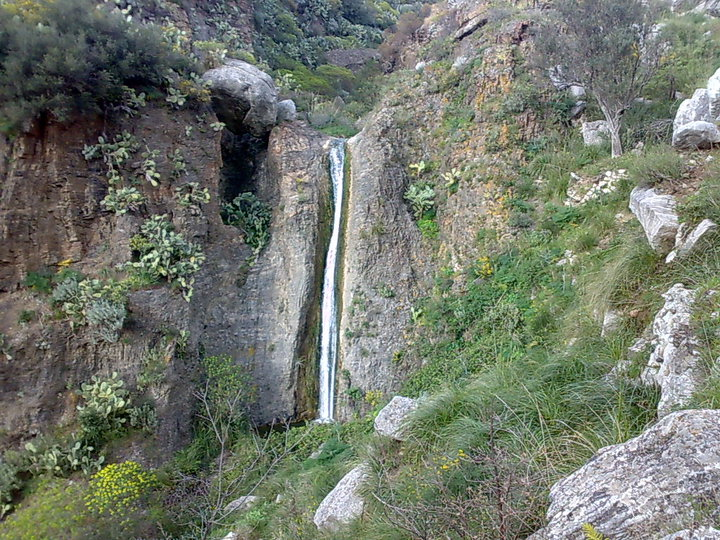
Cascata del Torrente Macellari.

- La Chiesa di San Pietro: al centro di Paterriti si trova l'unica Chiesa presente nel paese, di origine bizantina, edificata intorno al 1310[chiarire, la fonte non è chiara] intitolata a San Pietro e appartenente alla "Parrocchia della Madonna della Consolazione" di Oliveto. Non è stata mai elevata a parrocchia, ma nel 18 giugno 1911 si costituì la confraternita del Cuore di Gesù.[1]
- Il Castello di Sant'Aniceto: il luogo di maggiore interesse, però, resta il più celebre Castello di Sant'Aniceto, situato a 2 km dal centro di Paterriti, una fortezza bizantina edificata intorno al 1050 d.C. (e negli ultimi anni restaurata), appartenente alle cosiddette "Quattro Motte":  una serie di 4 fortificazioni atte a proteggere l'antica città di Rhegium dalle invasioni. Ai piedi del Castello, inoltre è possibile trovare alcune piccole chiesette di origine bizantina e un’effige raffigurante il Cristo Pantocratore, ormai però quasi irriconoscibile.
- La cascata del Torrente Macellari: si formano nelle località Gebbione e Giardino, in cui il torrente Macellari effettua un salto di circa 25 m. Durante il suo tragitto il Torrente Macellari, inoltre, determina delle vere e proprie gole di difficile raggiungimento.

## Economia

### Agricoltura
Le risorse principali del paese derivano dall'agricoltura, soprattutto di agrumi, grano, uva e olive. Le colline di Paterriti, inoltre, sono inserite nel disciplinare del vino "Pellaro IGP".